# I figli di Húrin
I figli di Húrin (titolo originale: The Children of Húrin) è un romanzo di J. R. R. Tolkien pubblicato postumo nel 2007. Ambientato nell'universo fantasy della Terra di Mezzo, il romanzo, curato da Christopher Tolkien, narra le vicende di Túrin Turambar e di Nienor, i due figli di Húrin, dalla giovinezza fino allo scontro di Túrin con il drago Glaurung.

## Storia editoriale
La storia dei figli di Húrin era già stata pubblicata in varie forme nei Racconti incompiuti, nel Silmarillion e nella Storia della Terra di Mezzo, ma in quest'opera viene pubblicata per la prima volta in una forma il più possibile completa e senza interruzioni dovute ai commenti. Il testo pubblicato nei Racconti incompiuti rappresenta comunque circa i quattro quinti del totale. È inoltre presente una nuova mappa del Beleriand disegnata da Christopher Tolkien.
L'edizione originale in inglese è stata pubblicata il 17 aprile 2007, in Gran Bretagna e Stati Uniti, rispettivamente da HarperCollins e Houghton Mifflin. L'edizione italiana, per la traduzione di Caterina Ciuferri, è stata pubblicata il 24 ottobre dello stesso anno da Bompiani.

## Trama
Túrin nasce in una Terra di Mezzo distrutta dalla recente vittoria del Signore Oscuro, Morgoth, e delle sue terribili armate. I più grandi combattenti tra Elfi e Uomini sono morti e il padre di Túrin, Húrin, è stato catturato. Per le sue sfide, Húrin e la sua famiglia vengono maledetti da Morgoth per essere condotti nella rovina e nell'oscurità. Ma, come suo padre, Túrin rifiuta di essere abbattuto da Morgoth e crescendo dà inizio alla leggenda di un eroe mortale. Nella terra percorsa dagli Orchi, Túrin unisce a sé una banda di fuorilegge e gradualmente inizia una guerra personale contro la supremazia di Morgoth sulla Terra di Mezzo. Allora il Signore Oscuro rivela la sua arma peggiore, Glaurung, il primo dei Draghi. Mentre il Drago fa bruciare la Terra di Mezzo, rimane soltanto un uomo che può ucciderlo, ma per farlo dovrà prima vedersela col proprio Destino.